# Nikola Mirotić
Nikola Mirotić (in montenegrino Николa Миротић; Titograd, 11 febbraio 1991) è un cestista montenegrino naturalizzato spagnolo.

## Biografia
Nato in Jugoslavia nel 1991, lì è vissuto fino al 2005, anno in cui si è trasferito in Spagna. Nel 2010 ha acquisito la cittadinanza spagnola.

## Caratteristiche tecniche
Alto 208 cm, gioca come ala grande, ed è bravo nella metà campo offensiva sia dalla media distanza che da tre punti, oltre a essere un buon rimbalzista.

## Carriera

### Europa (2004-2014)

#### Inizi (2004-2010)
Dopo avere giocato a calcio, cominciò a dedicarsi alla pallacanestro, frequentando la Joker School (convinto da suo nonno) presieduta dall'ex cestista Jadran Vujačić. Nonostante non gli piacesse il basket, piano piano imparò a giocare fino ad arrivare a firmare con il Real Madrid nel 2005. Con i Blancos debuttò tra i professionisti nel 2008 disputando 2 gare in Liga ACB e in Eurolega.

#### L'ascesa al Real Madrid (2010-2014)

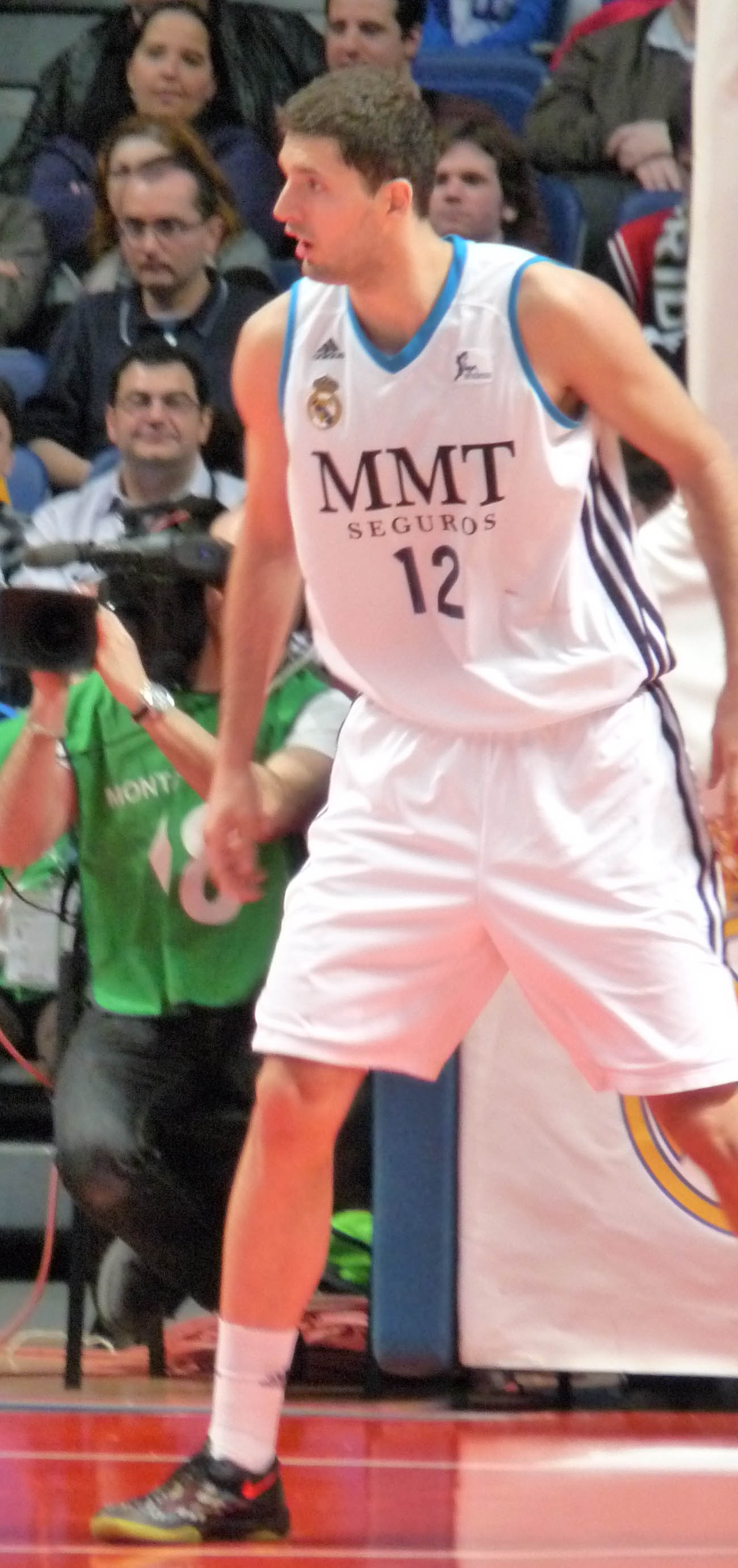
Mirotić al Real Madrid

Nel 2010 (dopo due anni passati giocando prima nella squadra B del Real e poi in prestito al Palencia) iniziò a trovare spazio con il Real Madrid. Disputò un'ottima stagione con la squadra della capitale che gli valse il premio di Euroleague Rising Star del 2011. Successivamente si candidò al Draft NBA 2011 in cui venne scelto dai Minnesota Timberwolves con la chiamata numero 23. Successivamente venne girato ai Chicago Bulls la sera stessa. Il giocatore ispano-montenegrino, però, decise di rimanere a giocare in Spagna per acquisire una maggiore esperienza in vista di un successivo approdo nella pallacanestro professionistica statunitense.
Militò altri tre anni nel Real in cui ben figurò, arrivando a vincere il premio di MVP della Liga ACB nel 2013.

### NBA (2014-2019)

#### Chicago Bulls (2014-2018)
Nell'estate 2014 decise di iniziare la sua carriera in NBA con la maglia dei Chicago Bulls, firmando il 18 luglio 2014 un contratto triennale da 16,6 milioni di dollari. Fece registrare il suo career-high di punti segnandone 29 il 1º marzo 2015 in casa contro i Los Angeles Clippers, nella partita vinta dai losangelini 96-86.
L'anno successivo giocò meno partite (66) per via di un'appendicite, ma trovò maggiore minutaggio, e in più migliorò il proprio career-high di punti mettendone a segno 35 il 24 marzo 2016 nella gara persa in casa per 115-107 contro i New York Knicks. Nonostante una stagione da 11,8 punti e 5,5 rimbalzi, i Bulls arrivarono noni a ovest non centrando così i playoffs.
Il 18 ottobre 2017 si rese protagonista di un alterco con il compagno di squadra Bobby Portis in allenamento con quest'ultimo che colpì Mirotić con un pugno in faccia causandogli una commozione cerebrale; a seguito di questo avvenimento Mirotić rimase indisponibile fino a dicembre e Portis venne sospeso per 8 partite.

#### New Orleans Pelicans (2018-2019)
Il 2 febbraio 2018 venne ceduto via trade dai Bulls ai New Orleans Pelicans in cambio di Ömer Aşık, Jameer Nelson, Tony Allen e una prima scelta protetta al Draft NBA 2018. Ai Pelicans non ebbe problemi a inserirsi negli schemi della squadra priva dell'infortunato DeMarcus Cousins ma con Anthony Davis sin nelle prime partite, portando la squadra al sesto posto a ovest con una media di 14,6 punti e 8,2 rimbalzi in 30 partite, dando il proprio contributo alla squadra anche a rimbalzo e in difesa, suo tallone d'achille a Chicago; nei playoffs fu determinante per lo sweep al primo turno ai danni dei Portland Trail Blazers (segnando anche 30 punti in gara-3), ma uscendo poi alle semifinali contro i Golden State Warriors futuri campioni NBA.
L'anno successivo le cose si complicarono: Cousins lasciò la squadra, e in più lui ebbe un infortunio alla caviglia che lo condizionò.

#### Milwaukee Bucks (2019)
Il 7 febbraio 2019 venne ceduto ai Milwaukee Bucks in una trade a tre squadre che vide coinvolti anche i Detroit Pistons.

### Ritorno in Europa (2019-)

#### Barcellona (2019-2023)
Il 30 giugno 2019, a sorpresa, firma per il Barcellona nonostante avesse offerte dall'NBA (tra cui un contratto dagli Utah Jazz tra i 45 e i 50 milioni).

#### Olimpia Milano (2023-)
Il 3 agosto 2023 viene comunicato l'accordo con la squadra milanese fino al 2026.

### Nazionale
Disputò due Europei di categoria con la selezione Under-20 nel 2010 e 2011, collezionando rispettivamente un bronzo e un oro; nel 2011 contribuì significativamente alla vittoria con una doppia di media con 27 punti e 10 rimbalzi, di cui 29 nell'82-70 in finale contro l'Italia, riportando gli iberici a vincere questo trofeo dopo 17 anni.
Dopo avere pensato se rappresentare il Montenegro o la Spagna, l'8 giugno 2015 dichiarò di volere rappresentare la selezione spagnola, che 22 giorni più tardi lo convocò per la prima volta. Il 30 agosto dello stesso anno debuttò con la nazionale maggiore iberica nell'amichevole vinta per 81-68 contro la Repubblica Ceca segnando 16 punti. Poche settimane dopo disputò Eurobasket 2015, venendo selezionato al posto di Serge Ibaka (cosa dovuta al fatto che per regolamento FIBA non può esserci più di un naturalizzato tra i convocati). Alla fine del torneo vinse la medaglia d'oro dopo la gara contro la Lituania, in cui lui segnò 8 punti. Nel torneo tenne di media 12,7 punti e 4,9 rimbalzi in 9 partite.
Partecipò, nuovamente a scapito di Ibaka, anche alle Olimpiadi 2016. Nel torneo tenne di media 12,9 punti e 5,7 rimbalzi con la squadra che arrivò al terzo posto (con lui che segnò 14 punti nella finale per tale piazzamento contro l'Australia), dimostrandosi importante nel successo ai quarti di finale contro la Francia con 23 punti.
Il 27 luglio 2017 annunciò la sua assenza dall'Europeo 2017.
Il 19 Gennaio 2023 dichiara il ritiro dalla nazionale con le seguenti parole: "Sono grato per quello che hanno fatto per me, per l'opportunità che ho avuto di giocare due volte con la squadra senior, un titolo EuroBasket e una medaglia di bronzo ai Giochi Olimpici. Per me stesso, la mia età e i miei interessi extrasportivi oltre il desiderio di passare l'estate con la famiglia e gli infortuni non vi vedevo più far parte della Nazionale."

## Statistiche

### NBA

#### Regular Season
| Anno      | Squadra         | PG  | PT | MP   | TC%  | 3P%  | TL%  | RP  | AP  | PRP | SP  | PP   |
| --------- | --------------- | --- | -- | ---- | ---- | ---- | ---- | --- | --- | --- | --- | ---- |
| 2014-2015 | Chicago Bulls   | 82  | 3  | 20,2 | 40,5 | 31,6 | 80,3 | 4,9 | 1,2 | 0,7 | 0,7 | 10,2 |
| 2015-2016 | Chicago Bulls   | 66  | 38 | 24,9 | 40,7 | 39,0 | 80,7 | 5,5 | 1,5 | 0,9 | 0,7 | 11,8 |
| 2016-2017 | Chicago Bulls   | 70  | 15 | 24,0 | 41,3 | 34,2 | 77,3 | 5,5 | 1,1 | 0,8 | 0,8 | 10,6 |
| 2017-2018 | Chicago Bulls   | 25  | 3  | 24,9 | 47,4 | 42,9 | 82,3 | 6,4 | 1,6 | 0,6 | 0,5 | 16,8 |
| 2017-2018 | N.O. Pelicans   | 30  | 11 | 29,1 | 42,7 | 33,5 | 81,0 | 8,2 | 1,4 | 1,0 | 0,9 | 14,6 |
| 2018-2019 | N.O. Pelicans   | 32  | 22 | 28,9 | 44,7 | 36,8 | 84,2 | 8,3 | 1,1 | 0,7 | 0,8 | 16,7 |
| 2018-2019 | Milwaukee Bucks | 14  | 3  | 22,9 | 41,5 | 36,5 | 87,0 | 5,4 | 1,4 | 0,7 | 0,6 | 11,6 |
| Carriera  | Carriera        | 319 | 95 | 24,2 | 42,3 | 35,9 | 80,8 | 5,9 | 1,3 | 0,7 | 0,7 | 12,3 |

#### Play-off
| Anno     | Squadra         | PG | PT | MP   | TC%  | 3P%  | TL%  | RP  | AP  | PRP | SP  | PP   |
| -------- | --------------- | -- | -- | ---- | ---- | ---- | ---- | --- | --- | --- | --- | ---- |
| 2015     | Chicago Bulls   | 11 | 0  | 14,9 | 30,3 | 23,3 | 80,0 | 2,7 | 0,8 | 0,5 | 0,5 | 5,7  |
| 2017     | Chicago Bulls   | 6  | 6  | 27,0 | 34,0 | 28,6 | 80,0 | 5,0 | 1,5 | 0,7 | 0,5 | 8,7  |
| 2018     | N.O. Pelicans   | 9  | 9  | 35,6 | 48,0 | 43,1 | 78,9 | 9,6 | 1,7 | 1,1 | 1,3 | 15,0 |
| 2019     | Milwaukee Bucks | 14 | 8  | 21,3 | 37,6 | 28,9 | 82,1 | 4,3 | 0,7 | 0,7 | 0,2 | 9,5  |
| Carriera | Carriera        | 40 | 23 | 21,3 | 38,8 | 31,8 | 80,5 | 5,2 | 1,1 | 0,8 | 0,6 | 9,6  |

#### Massimi in carriera
- Massimo di punti: 36 vs Sacramento Kings (1º novembre 2018)[37]
- Massimo di rimbalzi: 16 (5 volte)
- Massimo di assist: 7 vs New York Knicks (1º gennaio 2016)
- Massimo di palle rubate: 5 vs Philadelphia 76ers (13 aprile 2016)
- Massimo di stoppate: 5 (2 volte)
- Massimo di minuti giocati: 49 vs Brooklyn Nets (10 febbraio 2018)

### LBA

#### Regular Season
| Anno       | Squadra        | PG | PT | MP   | TC%  | 3P%  | TL%  | RP  | AP  | PRP | SP  | PP   |
| ---------- | -------------- | -- | -- | ---- | ---- | ---- | ---- | --- | --- | --- | --- | ---- |
| 2023-2024† | Olimpia Milano | 14 | 14 | 24,2 | 55,9 | 42,7 | 87,3 | 4,6 | 0,9 | 0,6 | 0,4 | 16,6 |
| Carriera   | Carriera       | 14 | 14 | 24,2 | 55,9 | 42,7 | 87,3 | 4,6 | 0,9 | 0,6 | 0,4 | 16,6 |

#### Playoffs
| Anno     | Squadra        | PG | PT | MP   | TC%  | 3P%  | TL%  | RP  | AP  | PRP | SP  | PP   |
| -------- | -------------- | -- | -- | ---- | ---- | ---- | ---- | --- | --- | --- | --- | ---- |
| 2024†    | Olimpia Milano | 11 | 11 | 22,5 | 56,0 | 35,6 | 90,6 | 5,0 | 0,7 | 0,5 | 0,5 | 13,8 |
| Carriera | Carriera       | 11 | 11 | 22,5 | 56,0 | 35,6 | 90,6 | 5,0 | 0,7 | 0,5 | 0,5 | 13,8 |

### Eurolega
| Anno      | Squadra        | PG  | PT  | MP   | TC%  | 3P%  | TL%  | RP  | AP  | PRP | SP  | PP   |
| --------- | -------------- | --- | --- | ---- | ---- | ---- | ---- | --- | --- | --- | --- | ---- |
| 2008-2009 | Real Madrid    | 1   | 0   | 2,1  | 0,0  | -    | -    | 0,0 | 0,0 | 0,0 | 0,0 | 0,0  |
| 2010-2011 | Real Madrid    | 20  | 0   | 15,0 | 50,0 | 38,7 | 85,7 | 3,2 | 0,6 | 0,4 | 0,5 | 6,6  |
| 2011-2012 | Real Madrid    | 16  | 15  | 23,1 | 52,5 | 43,9 | 91,8 | 4,5 | 0,9 | 0,8 | 0,4 | 12,5 |
| 2012-2013 | Real Madrid    | 29  | 25  | 24,9 | 47,5 | 32,5 | 85,1 | 5,3 | 0,9 | 0,7 | 0,9 | 11,4 |
| 2013-2014 | Real Madrid    | 31  | 31  | 24,0 | 50,9 | 46,1 | 81,1 | 4,6 | 1,2 | 1,1 | 0,8 | 12,4 |
| 2019-2020 | Barcellona     | 28  | 28  | 27,8 | 48,3 | 33,1 | 86,9 | 6,9 | 1,6 | 1,1 | 0,3 | 19,0 |
| 2020-2021 | Barcellona     | 33  | 32  | 25,9 | 53,3 | 41,3 | 84,8 | 5,9 | 1,0 | 1,2 | 0,5 | 15,6 |
| 2021-2022 | Barcellona     | 38  | 38  | 24,4 | 57,1 | 46,3 | 87,6 | 5,2 | 1,4 | 0,9 | 0,3 | 16,9 |
| 2022-2023 | Barcellona     | 29  | 29  | 25,0 | 49,8 | 39,2 | 80,4 | 4,3 | 1,2 | 1,0 | 0,4 | 15,4 |
| 2023-2024 | Olimpia Milano | 21  | 17  | 26,5 | 52,6 | 41,8 | 84,7 | 5,7 | 0,9 | 0,8 | 0,3 | 16,9 |
| 2024-2025 | Olimpia Milano | 30  | 30  | 27,3 | 55,0 | 38,9 | 89,3 | 6,4 | 2,0 | 1,0 | 0,3 | 17,7 |
| Carriera  | Carriera       | 276 | 245 | 24,4 | 59,0 | 40,2 | 85,7 | 5,3 | 1,2 | 0,9 | 0,5 | 14,7 |

## Palmarès

### Squadra
- Campionato spagnolo: 3

Real Madrid: 2012-13
Barcellona: 2020-21, 2022-23
- Copa del Rey: 4

Real Madrid: 2012, 2014
Barcellona: 2021, 2022
- Liga catalana: 2

Barcellona: 2019, 2022
- Supercoppa spagnola: 2

Real Madrid: 2012, 2013
- Campionato italiano: 1

Olimpia Milano: 2023-2024
- Supercoppa italiana: 1

Olimpia Milano: 2024

### Individuale
- Euroleague MVP: 1

Barcellona: 2021-22
- All-Euroleague First Team: 2

Barcellona: 2020-21, 2021-22
- All-Euroleague Second Team: 3

Real Madrid: 2012-13, 2013-14
Barcellona: 2022-23
- Euroleague Rising Star Trophy: 2

Real Madrid: 2010-11, 2011-12
- Liga ACB MVP: 2

Real Madrid: 2012-13
Barcellona: 2019-20
- Liga ACB MVP finali: 2

Barcellona: 2020-21, 2022-23
- MVP Coppa del Re: 2

Real Madrid: 2014
Barcellona: 2022
- NBA All-Rookie First Team (2015)
- MVP finali Serie A: 1

Olimpia Milano: 2023-24